# Joy to the World

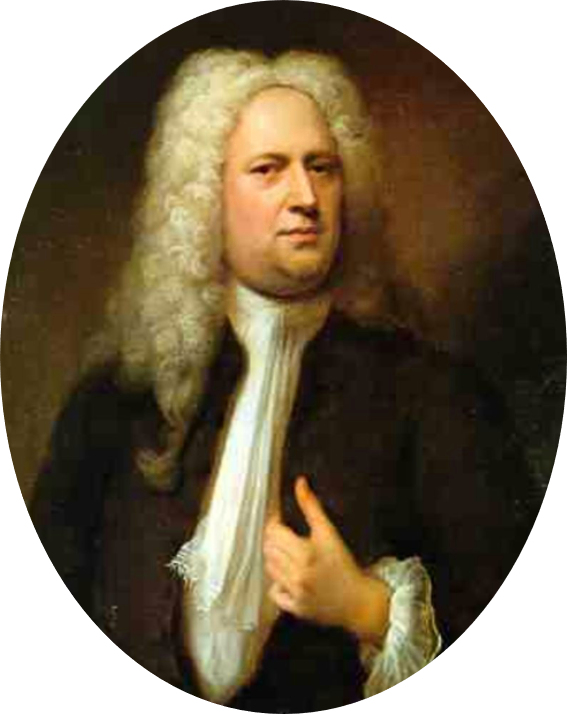
Georg Friedrich Händel (1733)

Joy to the World („Freue dich, Welt“) ist eines der beliebtesten und bekanntesten Weihnachtslieder aus dem angelsächsischen Sprachraum.
Den Text verfasste Isaac Watts (1674–1748) im Jahre 1719 (Die Psalmen Davids in der Sprache des Neuen Testaments für den christlichen Stand und Gottesdienst) nach dem zweiten Teil des Psalms 98. Lowell Mason adaptierte 1836 die Musik von einer älteren Melodie und arrangierte den Chorsatz. Da die ersten vier Noten des Stückes dem Chor Lift up your heads („Hoch tut euch auf“) aus dem Oratorium Messiah von Georg Friedrich Händel sowie Glory to God („Ehre sei Gott“) ähneln und außerdem ein Thema aus dem Tenor-Rezitativ Comfort ye my people („Tröstet mein Volk“) im mittleren Teil herauszuhören ist, wird dieser zunächst als ursprünglicher Komponist gehandelt. Allerdings ist er nicht der alleinige Verfasser.

## Adaptionen
Den Titel Joy to the World nahmen zahlreiche Größen des Musikgeschäfts in ihre jeweiligen Weihnachts-Alben auf.
Beispiele:
- Johnny Cash – Country Christmas (1970)
- The Kelly Family – Christmas all Year (1981)
- Boney M. – Christmas With Boney M. (1984)
- Peter Hofmann and The London Symphony Orchestra – Stille Nacht (1989)
- Mariah Carey – Merry Christmas (1994)
- Neil Diamond – Christmas Album (Vol. 2) (1994)
- Plácido Domingo – Christmas in Vienna VII (2001)
- Ashanti Douglas – Ashanti’s Christmas (2003)
- Dolly Parton – Home For Christmas (2004)
- Mahalia Jackson –  A Gospel Christmas (2005)
- Moya Brennan – An Irish Christmas (2005)
- Third Day –  Christmas Offerings (2006)
- Casting Crowns – Peace on Earth (2008)
- Chameleons Vocal Ensemble – Merry Xmas – Frohe Weihnachten (2008)

## Text
Joy to the world, the Lord is come!

Let earth receive her King;

Let every heart prepare Him room,

And heaven and nature sing,

And heaven and nature sing,

And heaven, and heaven, and nature sing.

Joy to the earth, the Savior reigns!

Let men their songs employ;

While fields and floods, rocks, hills and plains

Repeat the sounding joy,

Repeat the sounding joy,

Repeat, repeat, the sounding joy.

No more let sins and sorrows grow,

Nor thorns infest the ground;

He comes to make His blessings flow

Far as the curse is found,

Far as the curse is found,

Far as, far as, the curse is found.

He rules the world with truth and grace,

And makes the nations prove

The glories of His righteousness,

And wonders of His love,

And wonders of His love,

And wonders, wonders, of His love.

## Übersetzungen ins Deutsche
Version von Walter Rauschenbusch (1897)
Freue dich, Welt, dein König naht.

Mach deine Tore weit.

An Gnaden reich und hehr an Tat,

der Herr der Herrlichkeit,

der Herr der Herrlichkeit,

der Herr, der Herr, der Herrlichkeit.

Freue dich, Welt, dein König naht.

Nun rausche froh dein Sang!

Von Feld und Flur, von Berg und Meer

erschall' der Jubelklang!

Erschall' der Jubelklang,

erschall', erschall' der Jubelklang!

Tag brich herein! Der Herr gebeut!

Vorbei der Menschheit Nacht

Sein Zepter ist Gerechtigkeit,

und Lieb' ist seine Macht!

Und Lieb' ist seine Macht!

Und Lieb', und Lieb' ist seine Macht!
Version von Johannes Haas (1962)
Freue dich, Welt, dein König naht.

Mach deine Tore weit.

Er kommt nach seines Vaters Rat,

der Herr der Herrlichkeit,

der Herr der Herrlichkeit,

der Herr, der Herr, der Herrlichkeit.

Jesus kommt bald, mach dich bereit.

Er hilft aus Sündennacht.

Sein Zepter heißt Barmherzigkeit

und Lieb ist seine Macht,

und Lieb ist seine Macht,

und Lieb und Lieb ist seine Macht.

Freuet euch doch, weil Jesus siegt,

sein wird die ganze Welt.

Des Satans Reich darnieder liegt,

weil Christ ihn hat gefällt,

weil Christ ihn hat gefällt,

weil Christ, weil Christ ihn hat gefällt.
Version von Annette Sommer (1985)
Freue dich, Welt, der Herr ist da!

Nimm deinen König an!

Und jedes Herz empfange ihn,

mach für ihn Raum und singe ihm!

Ja, Erd und Himmel sing,

ja, Erd und Himmel sing,

ja, Erd, ja, Erd und Himmel sing!

Freue dich, Welt, dein Heiland kommt.

Stimmt, Völker, stimmet an!

Und Feld und Wald und Strom und Strand

und Felsen, Hügel, flaches Land,

nehmt auf den Lobgesang,

nehmt auf den Lobgesang,

nehmt auf, nehmt auf den Lobgesang.

Sünde und Schuld sind abgewandt,

in Frieden ist das Land.

Denn Gottes Heil erhellt die Welt,

sein reicher Segen sie erfüllt,

von allem Fluch befreit,

von allem Fluch befreit,

von allem, allem Fluch befreit.

Er herrscht mit Wahrheit, Recht und Gnad,

und alle Völker sehn

den Ruhm seiner Gerechtigkeit

und seiner Liebe Mächtigkeit,

die alle Welt erneut,

die alle Welt erneut,

die alle, alle Welt erneut.
Version von der Outbreakband, den O’Bros und Yada Worship (2021)
Freue dich Welt, dein König kommt!

Lasst alle Welt es hör’n

Macht eure Herzen weit und lasst euch auf ihn ein

Die ganze Schöpfung singt,

die ganze Schöpfung singt

Die ganze Schöpfung singt ihm zu!

Freue dich Welt, dein Retter kommt!

Lasst neue Lieder kling’n

Wie Flüsse und Felder und Berge und Täler

Vor Freude Lobpreis bring,

vor Freude Lobprеis bring

Vor Freude, vor Freudе ihm Lobpreis bring

Freue dich Welt, freue dich

Freue, freue dich Welt

Jesus regiert in seiner Pracht

Die ganze Welt erzählt

Von seiner großen Macht, Gerechtigkeit und Gnade

Wie liebevoll er ist,

wie liebevoll er ist,

wie liebe-, wie liebevoll doch Jesus ist

Freue dich Welt, freue dich

Freue, freue dich Welt

## Charts und Chartplatzierungen

### Version von Nat King Cole
| Periode   | Höchstplatzierung, GesamtwochenChartsChartplatzierungen (Periode, Platzierungen, Wochen) |
| Periode   | CH                                                                                       |
| --------- | ---------------------------------------------------------------------------------------- |
| 2023/24   | CH98 (1 Wo.)CH                                                                           |
| Insgesamt | CH98 (1 Wo.)CH                                                                           |

## Parodien
Wie viele populäre Lieder und Gedichte erfuhr auch Joy to the World zahlreiche "Neuinterpretationen".
Death to the World
Die Variante der H. P. Lovecraft Historical Society.
Death to the world! Cthulhu’s come

Let Earth abhor this thing

Let every mind prepare for doom

As anguish and woe he’ll bring

Up from the sea, R’lyeh did rise

The cultists awestruck dumb

With ancient rites so wretched and perverse

Cthulhu’s time has come

Death to the world! Cthulhu reigns

The Great Old Ones Destroy

With wrath and doom, so cruel and foul

Replete with obscene joy

He rules the Earth with dreadful might

And through our ghastly dreams

His twisting turning tentacles

Elicit from us maddened screams

Cthulhu’s time has come
Joy to the World, our teacher’s dead
Die nachstehende Variante des Weihnachtsliedes ist besonders bei Schulkindern in den USA populär.
Joy to the world, the teacher’s dead

We barbecued the head

Don’t worry about the body

We flushed it down the potty

And round and round it goes

And round and round it goes

And rou-ound and rou-ou-ound and round it goes
Gerne wird auch barbecued mit amputated und teacher mit principal („Direktor“) ersetzt. We flushed it down the potty kann man mit „Wir haben ihn das Klo hinunter gespült“ übersetzen.